# Горна Бешовица
Го̀рна Бешовѝца е село в Северозападна България, област Враца, община Мездра

## География
Село Горна Бешовица е разположено в източната част на територията на община Мездра. Характеризира се с пресечено-хълмист терен и надморска височина 400 м.
Намира се на 30 км източно от Враца. До селото тече рекичката Косматица, ляв приток на р. Искър. Съседни села са Долна Бешовица (на изток), Старо село и Царевец (на юг), Кален (на запад) и Цаконица (на север).
Климатът е умерено-континентален със средна годишна температура от 43С, 811 литра на квадратен метър годишна сума на валежите и 72% относителна влажност на въздуха. Преобладават северозападни ветрове.
Почвите са с различен състав-кафяви и сиви горски. Почвените и климатичните условия позволяват отглеждането на царевица, пшеница, слънчоглед, ечемик. Обработваемите земи са около 11 000 дка.
Населението е в предимно пенсионна възраст – над 70%, учащи – 10%.
Преобладават хората с основно и начално образование. Възрастта предопределя и поминъка на селото – полевъдство и животновъдство. В селото има една регистрирана кооперация със засети площи ечемик – 350 дка., ръж – 170 дка, жито – 1000 дка.
В землището на селото се намира язовир с площ от 57,512 дка.

## История
Западно от селото са открити останките на селище от неолита, разкрити съвсем случайно при изкопни работи за язовирната стена. Намерени са кремъчни и каменни оръдия на труда и глинени съдове, рисувани с многоцветна земна охра. Центърът на днешното село Горна Бешовица лежи върху културен пласт от многовековно тракийско селище. През епохата на римското владичество някои от тракийските жители на това селище са служили като наемници в римската войска. Южно от селото върху височината Градището са развалините на антична крепост, която е използвана и през времето на българското средновековие.
В един османски документ от средата на XV в. е отразено, че част от жителите на селото са войнугани. Те са записани като войнугани в османските регистри от 1548 г., от втората половина на XVI в. и от началото на XVIII в. Интерес представляват старинните лични имена, които свидетелстват, че в селото още през XVI в. е имало църква и свещеник. Днешната църква на Горна Бешовица, строена през 1863 г., има оригинални каменни релефи, с които е украсена камената ѝ фасада, а иконостаса и иконите са рисувани от местен самобитен майстор зограф.
И двете села Горна и Долна Бешовица са образувани преди XIV в. и с тези имена са заварени от османските нашественици, но изследователите не са определили кое от тях е възникнало по-рано през българското средновековие.

## Население
Преброяване на населението през 2011 г.
Численост и дял на етническите групи според преброяването на населението през 2011 г.:
|                     | Численост | Дял (в %) |
| Общо                | 185       | 100,00    |
| Българи             | 176       | 95,13     |
| Турци               | 0         | 0,00      |
| Цигани              | 7         | 3,78      |
| Други               | 0         | 0,00      |
| Не се самоопределят | 0         | 0,00      |
| Неотговорили        | 2         | 1,08      |

## Култура
В центъра на селото се намира църквата „Св. Димитър“, построена още преди Освобождението на България и обявена за архитектурен паметник на културата.
На югозапад от селото се намира праисторическо селище, обявено за паметник на културата.

## Личности
Родени в селото
- Иван Фунев (1900 – 1983), скулптор и художник
- Йонислав Йотов, рапър